# Австралія на зимових Олімпійських іграх 2018
Австралія на зимових Олімпійських іграх 2018, що проходили з 9 по 25 лютого в Пхьончхані (Південна Корея), була представлена 51 спортсменом у 10 видах спорту.

## Медалісти
| Медалі | Спортсмени   | Вид спорту  | Дисципліна              | Дата      |
| ------ | ------------ | ----------- | ----------------------- | --------- |
| Срібло | Метт Грем    | Фристайл    | могул (чоловіки)        | 12 лютого |
| Срібло | Джаррид Х'юз | Сноубординг | сноубордкрос (чоловіки) | 15 лютого |
| Бронза | Скотт Джеймс | Сноубординг | хафпайп (чоловіки)      | 14 лютого |

## Спортсмени
| Вид спорту          | Чоловіки | Жінки | Всього |
| ------------------- | -------- | ----- | ------ |
| Бобслей             | 4        | 2     | 6      |
| Гірськолижний спорт | 1        | 1     | 2      |
| Лижні перегони      | 2        | 2     | 4      |
| Ковзанярський спорт | 1        | 0     | 1      |
| Санний спорт        | 1        | 0     | 1      |
| Фігурне катання     | 2        | 2     | 4      |
| Фристайл            | 5        | 9     | 14     |
| Шорт-трек           | 1        | 1     | 2      |
| Усього              | 17       | 15    | 32     |